# Eustomias triramis
Eustomias triramis és una espècie de peix de la família dels estòmids i de l'ordre dels estomiformes.

## Morfologia
- Els mascles poden assolir 11,2 cm de longitud total.[3][4]

## Hàbitat
És un peix marí d'aigües profundes.

## Distribució geogràfica
Es troba a l'Atlàntic central i al nord del Golf de Mèxic.